# Aotus jorgehernandezi
Aotus jorgehernandezi е вид бозайник от семейство Нощни маймуни (Aotidae).

## Разпространение
Видът е разпространен в Колумбия.